# Alex Wright (Leichtathlet)
Alex Wright (* 19. Dezember 1990 in London, England) ist ein irischer Geher.

## Leben
Alex Wright besuchte die Brymore Academy in der englischen Grafschaft Somerset. Anschließend studierte er an der Leeds Carnegie University. Bevor er sich auf da Gehen fokussierte, war er vor allem als Crossläufer aktiv.

## Sportliche Laufbahn
Alex Wright gewann 2009 die Silbermedaille bei den Britischen Meisterschaften im 5-km-Gehen-Wettbewerb. 2010 siegte er schließlich bei den gleichen Meisterschaften. Weitere Titelgewinnen folgten 2012 und 2013. Im Oktober nahm er an den Commonwealth Games in Neu-Delhi teil. Im Wettbewerb über 20 km erreichte er auf dem 13. Platz das Ziel. 2013 verbesserte er seine 20-km-Bestzeit auf 1:23:05 h und qualifizierte sich damit für die Weltmeisterschaften in Moskau. Dort erreichte er nach 1:26:40 h als 30. das Ziel. 2014 gewann Wright im Frühjahr seinen ersten Irischen Meistertitel. Seitdem folgten 2015 und zwischen 2017 und 2019 vier weitere Hallenmeistertitel sowie zwischen 2014 und 2016 drei nationale Meistertitel in der Freiluft. 2015 wechselte er zum Irischen Leichtathletikverband. und steigerte bald darauf seine Bestleistung auf 1:22:09 h über 20 km und konnte somit in Peking zum zweiten Mal an den Weltmeisterschaften teilnehmen. Zunächst trat er über 20 km an, wurde allerdings disqualifizierte. Anschließend ging er auch im Rennen über 50 km an den Start, konnte dieses allerdings nicht beenden. Auch 2016 konnte sich Wright steigern, diesmal bis auf 1:21:56 h. Über 50 km stellte er bereits im März seine persönliches Bestleistung von 3:48:31 h auf. In beiden Disziplinen war er für die Olympischen Sommerspiele in Rio de Janeiro qualifiziert, bei denen er im August an den Start ging. Im Wettbewerb über 20 km erreichte er als 46. das Ziel und verpasste anschließend, wie bei den Weltmeisterschaften ein Jahr zuvor, das Ziel im Wettkampf über 50 km zu erreichen.
2017 wurde Wright, in London bei seiner dritten Teilnahme an den Weltmeisterschaften über 20 km disqualifiziert. 2018 nahm er in Berlin erstmals an den Europameisterschaften teil und erreichte mit einer Zeit von 1:22:18 h als Zehnter das Ziel. 2019 stellte Wright im Juni mit 1:20:50 h eine neue Bestleistung über 20 km auf und qualifizierte sich damit vorzeitig für die Olympischen Sommerspiele in Tokio.  Anfang Oktober 2019 nahm er in Doha an seinen vierten Weltmeisterschaften teil. In dem Wettkampf, unter extremen Hitzebedingungen, erreichte er als 31. das Ziel. 2021 trat er im August bei den Olympischen Spielen über 50 km an und verbesserte sich, im Vergleich zu 2016, auf den 29. Platz.

## Wichtige Wettbewerbe
| Jahr                       | Veranstaltung              | Ort                        | Platz                      | Disziplin                  | Zeit                       |
| Startet für Großbritannien | Startet für Großbritannien | Startet für Großbritannien | Startet für Großbritannien | Startet für Großbritannien | Startet für Großbritannien |
| -------------------------- | -------------------------- | -------------------------- | -------------------------- | -------------------------- | -------------------------- |
| 2010                       | Commonwealth Games         | Neu-Delhi                  | 13.                        | 20 km Gehen                | 1:34:26 h                  |
| Startet für Irland         |                            |                            |                            |                            |                            |
| 2013                       | Weltmeisterschaften        | Moskau                     | 30.                        | 20 km Gehen                | 1:26:40 h                  |
| 2015                       | Weltmeisterschaften        | Peking                     |                            | 20 km Gehen                | DSQ                        |
| 2015                       | Weltmeisterschaften        | Peking                     |                            | 50 km Gehen                | DNF                        |
| 2016                       | Olympische Sommerspiele    | Rio de Janeiro             | 46.                        | 20 km Gehen                | 1:25:25                    |
| 2016                       | Olympische Sommerspiele    | Rio de Janeiro             |                            | 50 km Gehen                | DNF                        |
| 2017                       | Weltmeisterschaften        | London                     |                            | 20 km Gehen                | DSQ                        |
| 2018                       | Europameisterschaften      | Berlin                     | 10.                        | 20 km Gehen                | 1:22:18 h                  |
| 2019                       | Weltmeisterschaften        | Doha                       | 31.                        | 20 km Gehen                | 1:37:33 h                  |
| 2021                       | Olympische Sommerspiele    | Tokio                      | 29.                        | 50 km Gehen                | 4:06:20 h                  |

## Persönliche Bestleistungen
Freiluft
- 5-km-Gehen: 19:00,15 min, 7. Juli 2015, Cork
- 10-km-Gehen: 40:04,29 min, 9. August 2015, Dublin
- 20-km-Gehen: 1:20:50 h, 8. Juni 2019, La Coruña
- 50-km-Gehen: 3:48:31 h, 19. März 2016, Dudince